# Andrea Accordi
Andrea Accordi là một đầu bếp người Ý làm việc tại Nhà hàng Percorso trong Khách sạn Four Seasons Lion Palace tại Saint-Petersburg. Ông trở thành đầu bếp đầu tiên nhận được sao Michelin ở Đông Âu.

## Sự nghiệp
Accordi bắt đầu sự nghiệp của mình ở Mantua ở miền bắc Ý. Sau đó, ông đã dành một thời gian tại London, Thụy Sĩ và Saint Tropez. Ông nhận được sao Michelin đầu tiên khi là đầu bếp của Villa La Vedetta ở Florence (Ý). Năm 2007, ông chuyển đến Prague, nơi ông nhận được sao Michelin thứ hai vào năm 2008, sao Michelin đầu tiên được trao cho các quốc gia thuộc Khối Đông Âu. Ông tiếp tục giành thêm các sao trong các năm 2009 và 2010, đánh dấu sao thứ ba và thứ tư trong sự nghiệp của mình. Công việc của ông tại Prague dự kiến sẽ kết thúc vào tháng 10 năm 2011, khi ông dự định chuyển đến Saint Petersburg để làm đầu bếp tại khách sạn Four Seasons đầu tiên ở Nga. Ông được bổ nhiệm làm CEO cho khách sạn Four Seasons tại Bangkok vào năm 2019.

## Giải thưởng
- Sao Michelin (Villa Le Vedetta) Florence
- Sao Michelin (Allegro) Praha